# Stupid Little Things
"Stupid Little Things" é uma canção da cantora norte-americana Anastacia, gravada para o seu sétimo álbum de estúdio Resurrection. Foi lançada como primeiro single do disco a 28 de Março de 2014 através da BMG Rights Management.

## Faixas e formatos
| Descarga digital |                                       |         |  |
| N.º              | Título                                | Duração |  |
| 1.               | "Stupid Little Things"                | 3:55    |  |
| 2.               | "Stupid Little Things" (Radio Edit)   | 3:31    |  |
| 3.               | "Stupid Little Things" (Instrumental) | 3:55    |  |
| 4.               | "Dark White Girl"                     | 3:23    |  |

## Desempenho nas tabelas musicais

### Posições
| Tabela musical (2014)       | Melhor posição |
| --------------------------- | -------------- |
| Alemanha - Media Control AG | 38             |
| Áustria - Ö3 Austria Top 75 | 45             |
| Itália - FIMI               | 20             |
| Suíça - Schweizer Hitparade | 31             |